# جون تايلو الثاني
كان الكولونيل جون تايلو الثاني (28 مايو 1721- 18 أبريل 1779) أحد أغنى أصحاب المزارع في ولاية فرجينيا المستعمرة. خدم في مناصب عامة بما في ذلك مجلس حكم فرجينيا، المعروف أيضًا باسم مجلس ولاية فرجينيا. وقد وُصف بأنه «مزارع فرجينيا النموذجي، إذ زرع التبغ والقمح والذرة وربّى الماشية».
كان مالك مزرعة من الجيل الخامس من رجال أعمال عائلة تايلو، وأدار أعمال شركة «نيبسكو لأعمال الحديد» خلال أربعينيات القرن التاسع عشر، وذلك غالبًا بعد وفاة والده في عام 1747. وقد بنى بعد ذلك «ماونت آيري»، فيلا نيو-بلدين المطلة على نهر راباهانوك، وما تزال عائلة تايلو تسكنها حتى اليوم. تمثل عائلة تايلو في مقاطعة ريتشموند -بما في ذلك جون تايلو الثاني، ووالده جون تايلو الأول، وابنه جون تايلو الثالث، مثالًا نموذجيًا على ريادة أعمال النبلاء.

## السنوات المبكرة
وُلد تايلو في مقاطعة ريتشموند في أولد هاوس، الواقعة على نهر راباهانوك، على بعد ميلين إلى غرب ماونت آيري، وهي ملكية معروفة أصلاً باسم «حي تايلو»، وقد اشتراها جده، وبنى عليها منزل كبير للمستعمرين تحت اسم ماونت آيري.
وُلد تايلو لجون تايلو الأول (1688- 1747) وإليزابيث جوين، ابنة ديفيد جوين وكاثرين جريفين. امتلك تايلو شقيقًا أكبر منه هو ويليام تايلو (1716- 1726) والذي توفي في سن التاسعة، وأخت توءم تدعى إليزابيث، وشقيقة شابة تدعى آن كوربن تايلو، من مواليد 25 أغسطس 1723. حصل تايلو على تعليمه في إنجلترا.

## المسيرة المهنية
أصبح تايلو في سن ال 23 -في عام 1744- أحد الموقعين على معاهدة لانكستر المبرمة مع الأمم الست. ورث تايلو ثروة كبيرة بعد وفاة والده في عام 1747، بما في ذلك 20,000 فدان (8100 هكتار) و320 عبدًا. بدأ في عام 1748 بناء قصر «ماونت آيري»، على قمة تل على الضفة الشمالية لنهر راباهانوك في ريتشموند، في نورثرن نيك في فرجينيا.
بُني القصر على المزرعة الموروثة من والده، المعروف سابقًا باسم «حي تايلو»، في موقع مختلف عن المنزل القديم. قام ببناء منزل الحجر، الذي كان مميزًا لأن منطقة تايدووتر في فرجينيا افتقرت إلى الحجر المستعمل في بنائه كما كانت هذه الأحجار نادرةً فيها.
عثرت عائلة تايلو على رواسب كبيرة من الحجر الرملي الصلب في المزرعة والذي استُخرج من أجل بناء الجدران. حصل جون تايلو على حجر أكويا كريك -وهو نفس الحجر الأبيض الذي استخدم لاحقًا في مبنى الكابيتول الأمريكي وبرج الرئيس- من أجل إطارات النوافذ والأجنحة المركزية عند المدخل التي تؤطر الأبواب الأمامية ونوافذ الطابق الثاني، وفي الأوكتاغون. استمر بناء المنزل الكبير الحالي على مدى 10 سنوات. اشترت «شركة أوكوكوان لأعمال الحديد» في عام 1756 البناء، وفي النهاية أدارها جون تايلو كشركة واحدة مع «شركة نيبسكو لأعمال الحديد».
يقع مقر شركة «نيبسكو لأعمال الحديد» (أسماء أخرى: شركة نيبسكو؛ ومسبك نيبسكو للحديد» في وودبريدج في فرجينيا في الولايات المتحدة الأمريكية. امتدت على مساحة 5000 فدان (2000 هكتار) بمحاذاة خليج نيبسكو. أسس جون تايلو الأول مسبك الحديد في نيبسكو نحو عام 1737 بعد التخلي عن أعمال بريستول للحديد؛ وأصبحت الشركة معملًا صناعيًا متعدد الأوجه قبيل الحرب؛ شملت أنشطتها كل من الزراعة، وتصنيع الجلود، والطحن، وبناء السفن، وصناعة الأحذية، والحدادة، وكذلك توريد المواد الخام المستخدمة كأسلحة خلال الثورة الأمريكية. نمت أعمال العائلة وتوسعت بإدارة ابنه جون تايلو الثاني، عندما اشترى في عام 1756 «شركة أوكوكوان لأعمال الحديد»، وفي النهاية أدارها كشركة واحدة مع نيبسكو.
اكتمل بناء «ماونت آيري» بعد 10 سنوات من بداية العمل عليه، وقدم أسلوبًا استعماريًا جديدًا، «أول نسخة أصلية لما يمكن تسميته بشكل صحيح العمارة الجورجية الاستعمارية». وأصبح هذا النمط المعتمد للممتلكات الاستعمارية في ولاية فرجينيا «أعلن السيادة على أرضه ... كيان إقطاعي مخصص لخلافة طويلة من الأبناء الأكبر سنًا».
يعد ماونت آيري أول مثال مؤرخ في هذا البلد حاوي على قاعة مركزية واسعة خالية من الدرج التي استُخدمت كغرفة جلوس. كان أول منزل في المستعمرة يستخدم الجدران المنحنية لإحاطة «الموصلات التبعية»، أو الممرات المؤدية إلى المباني الخارجية الشرقية والغربية (التبعية الغربية هي المطبخ والشرقية هي تلك التي عاشت العائلة فيها).
كان القصر أيضًا من بين المباني الأولى التي بُنيت فيها نافذة «بلدين»، وهي فتحة مقوسة مركزية ترتفع فوق فتحات جانبية مستطيلة. احتوى البناء على رواقين مدعمين بالأعمدة أحدهما في الجهة الأمامية والثاني في الجهة الخلفية منه. يطل الرواق الأمامي على شرفة جميلة، ويصله درابزين من الحجر الرملي الأحمر بمرج. تصل الدرجات الرخامية بين العشب والتراس وبين التراس والرواق. يمكن الدخول إلى قاعة البارون من خلال الرواق، الذي يمتد عبر المنزل بالكامل.
توجد على اليمين قاعة صغيرة يمتد منها درج، ويطل عليها من الأعلى، وغرفة الطعام الكبيرة هي القاعة الرئيسية فيه. على اليسار هناك غرفة رسم كبيرة؛ وبالانتقال عرضيًا عبر القاعة الكبيرة إلى نهاية المنزل توجد قاعة أخرى أضيق، هي عبارة عن درج آخر. عبر هذه القاعة يمكن الانتقال إلى الجزء الخلفي من المنزل حيث توجد مكتبة وغرفة جلوس.
يتألف الطابق الثاني من القصر من غرف نوم جميلة ومهوية. تمتد من القسم الأوسط للقصر من كل جانب ممرات من الزجاج مؤديةً إلى منزلين من الطوب يحوي كل منهما 4 غرف. يحتوي المرج الأمامي على مجموعة من الإيلكس وشجر الأرز وغيرها من الأشجار دائمة الخضرة.